# شرح حديث النزول
شرح حديث النزول رسالة ألفها ابن تيمية بعد فتوى وردته وطلب منه الإجابة عن بيان حقيقة حديث النزول ومعناه